# Fangbone!
Fangbone! ist eine kanadische Zeichentrickserie, die von 2016 bis 2017 produziert wurde.

## Handlung
Der neunjährige Barbar Fangbone geht auf eine normale Grundschule in Eastwood. Davon erhofft er sich, die Bildung zu erwerben, die notwendig ist, um sein Heimatland Skullbania vor dem Bösewicht Venomous Drool beschützen zu können. Gemeinsam mit seinem neuen besten Freund Bill erlebt er viele Abenteuer und nimmt es mit vielen Gegnern auf. Dabei lernt auch die Welt der Moderne kennen.

## Produktion und Veröffentlichung
Erstmals wurde die Serie am 4. Mai 2014 auf Family Chrdg als Pilotfolge ausgestrahlt. Ab dem 22. März 2016 wurde die Serie erstmals auf Family Chrdg in Kanada und Disney XD in den Vereinigten Staaten ausgestrahlt. Die ins Deutsche synchronisierte Version der Serie ist über den Video-on-Demand-Anbieter Netflix verfügbar.

## Episodenliste
| Folge | deutscher Titel                                                                     | englischer Titel                                          | deutsche Erstausstrahlung |
| 1     | –                                                                                   | The Warbrute Of Friendship (Premiere am 04.05.2014)       | –                         |
| 2     | Das Quieken der Macht / Die Lügen der Wahrheit                                      | The Squeak Of Might; The Lies Of Truth                    | 29.03.2016                |
| 3     | Das verschmutzte Licht des Schicksals / Der Kriegswagen des Vertrauens              | The Polluted Light Of Destiny; The Warwagon Of Trust      | 05.04.2016                |
| 4     | Der Donnerbiss der Verantwortung / Die Ziege aller Ziegen                           | The Thundercrush Of Responsibility; The Goat Of More Goat | 12.04.2016                |
| 5     | Der Sumpf der Bildung / Das Lied von Fangbone                                       | The Swamp Of Education; The Ballad Of Meh                 | 19.04.2016                |
| 6     | Die Ente der Ewigkeit: Teil 1 / Die Ente der Ewigkeit: Teil 2                       | The Duck Of Always, Parts 1 And 2                         | 26.04.2016                |
| 7     | Das Loch des Schreckens / Das Weh nach Heim                                         | The Cavity Of Terror; The Sickness Of Home                | 10.05.2016                |
| 8     | Die Mutter des Bill / Der Ball des Klopper                                          | The Future Mom; The Ball Of Clobbering                    | 17.05.2016                |
| 9     | Das Rohboot des Dibby / Das Halsseil der Veränderung                                | The Rowboat Of Dibby; The Necktie Of Change               | 24.05.2016                |
| 10    | Das Bein des Brechens / Die eiserne Faust des Hein                                  | The Leg Of Broken; The Iron Fist Of Bruce                 | 31.05.2016                |
| 11    | Der Helm der Verdödelung / Der Haschmich der Hütte                                  | The Helmit Of Duling/The House Of Leaving                 | 07.06.2016                |
| 12    | Der Ausflug der Schule des Chaos: Teil 1 / Der Ausflug der Schule des Chaos: Teil 2 | The Field Of Trip Mayhem Pt 1 And 2                       | 14.06.2016                |
| 13    | Das Mamster des Bill / Die Faust des Stein                                          | The Mom Of No Return; The Back Of Stone                   | 21.06.2016                |
| 14    | Die Burg der Goblins / Die Magie des Bill                                           | The Bucket Of Goblins; The Bill Of Magic                  | 01.11.2016                |
| 15    | Das Geschenk der Federn / Die Waffel des Eisens                                     | The Present Of Feathers; The Waffle Of Iron               | 08.11.2016                |
| 16    | Der Drool der Jugend / Die Cat von Munchy                                           | The Drool Of Young; The Kat Of Munching                   | 15.11.2016                |
| 17    | Der Twinkle des Stick / Der Meister des Dieb                                        | The Twinkle Of Stick; The Burg Of Lar                     | 22.11.2016                |
| 18    | Der Hund der Hatz / Die Niederlage der Ehre                                         | The Hound Of Hounding; The Defeat Of Glory                | 29.11.2016                |
| 19    | Die Stirn der Verzweiflung / Das Einkaufszentrum des Verderbens                     | The Forehead Of Despair; The Mall Of Doom                 | 06.12.2016                |
| 20    | Der Brecher des Eides: Teil 1 / Der Brecher des Eides: Teil 2                       | The Breaker Of Oaths                                      | 13.12.2016                |
| 21    | Das Pech des Schwarz / Die Wächter des Zehs                                         | The Pitch Of Black; The Keeper Of Toe                     | 20.12.2016                |
| 22    | Das Werden des Erwachsen / Der Schatten des Bill                                    | The Groan Of Up; The Shadow Of Bill                       | 27.12.2016                |
| 23    | Der Fred von Bone / Der Stern aus Gold                                              | The Fred Of Bone; The Star Of Gold                        | 03.01.2017                |
| 24    | Die Brüder des Kampfes / Die Pizzas des Tages                                       | The Brothers Of Battle; The Pizzas Of Day                 | 10.01.2017                |
| 25    | Die Backen der Finsternis / Die Schmiede der Freundschaft                           | The Cheeks Of Darkness; The Forging Of Friendship         | 17.01.2017                |
| 26    | Das Ende des Anfangs: Teil 1 / Das Ende des Anfangs: Teil 2                         | The End Of The Beginning                                  | 24.01.2017                |